# 小野俊夫
小野 俊夫（おの としお、1929年8月22日 - ）は、日本の経済学者、早稲田大学名誉教授。
東京生まれ。早稲田大学第一政治経済学部経済学科卒、同大学院経済学研究科博士課程満期退学。駒澤大学商経学部助教授ののち、早大社会学部教授。2000年定年、名誉教授となる。2008年11月瑞宝中綬章受勲。カタストロフィー理論、カオス理論が専門で、近年は哲学的なカオス理論について書いている。

## 著書
- 『経済動態の複雑性 カタストロフィーとカオスによる解明』学文社 1999
- 『市場経済の複雑性 カタストロフィーとカオスでみる』学文社 2000
- 『カオス論研究 古代カオス神話から現代数理カオス理論まで』近代文藝社 2013
- 『アレクサンドリア グノーシスのカオスと宇宙創生神話を生んだ学問都市・古代アレクサンドリア～そして現代へ』近代文藝社 2017

### 共編著
- 『図説経済学体系 1 経済学』佐藤武男共編 学文社 1971
- 『現代経済学の基礎』編著 学文社 1991
- 『現代経済学の展開』編著 学文社 1992
- 『経済動学の展開 カオス理論とゲーム理論を中心に』編著 学文社 1996

### 翻訳
- W.J.ボーモル『企業行動と経済成長』伊達邦春共訳 ダイヤモンド社 1962
- J.ペン『近代経済学 新ケインズ派経済学』ダイヤモンド社 1970
- P.レオン『資本主義の構造変化と成長』浅野克巳共訳 学文社 1974
- J.ペン『現代経済学 新しい巨視的分析の展開』ダイヤモンド社 1977

## 論文
- <小野俊夫